# Javorové stromořádí v Hošťálkovicích
Javorové stromořadí v Hošťálkovicích je javorové stromořadí/alej v městském obvodu Hošťálkovice statutárního města Ostrava v Moravskoslezském kraji. Nachází se u silnice (ulice K Vodě), severně od kopce Hladový vrch ve Vítkovské vrchovině v pohoří Nízký Jeseník.

## Historie a popis stromořadí
V české národní soutěží Alej roku 2019 se javorové stromořadí v Hošťálkovicích umístilo na 4. místě v Moravskoslezském kraji. Je tvořeno druhem javor polní (babyka) kultivarem ‘Elsrijk’ (Acer campestre ‘Elsrijk’). Stromořadí je vysázeno ve svahu v přímkové linii v délce 0,69 km a podél jedné strany silnice v klidové lokalitě Hošťálkovic.

## Další informace
Alej je celoročně volně přístupná a leží na trase cyklostezky

## Galerie

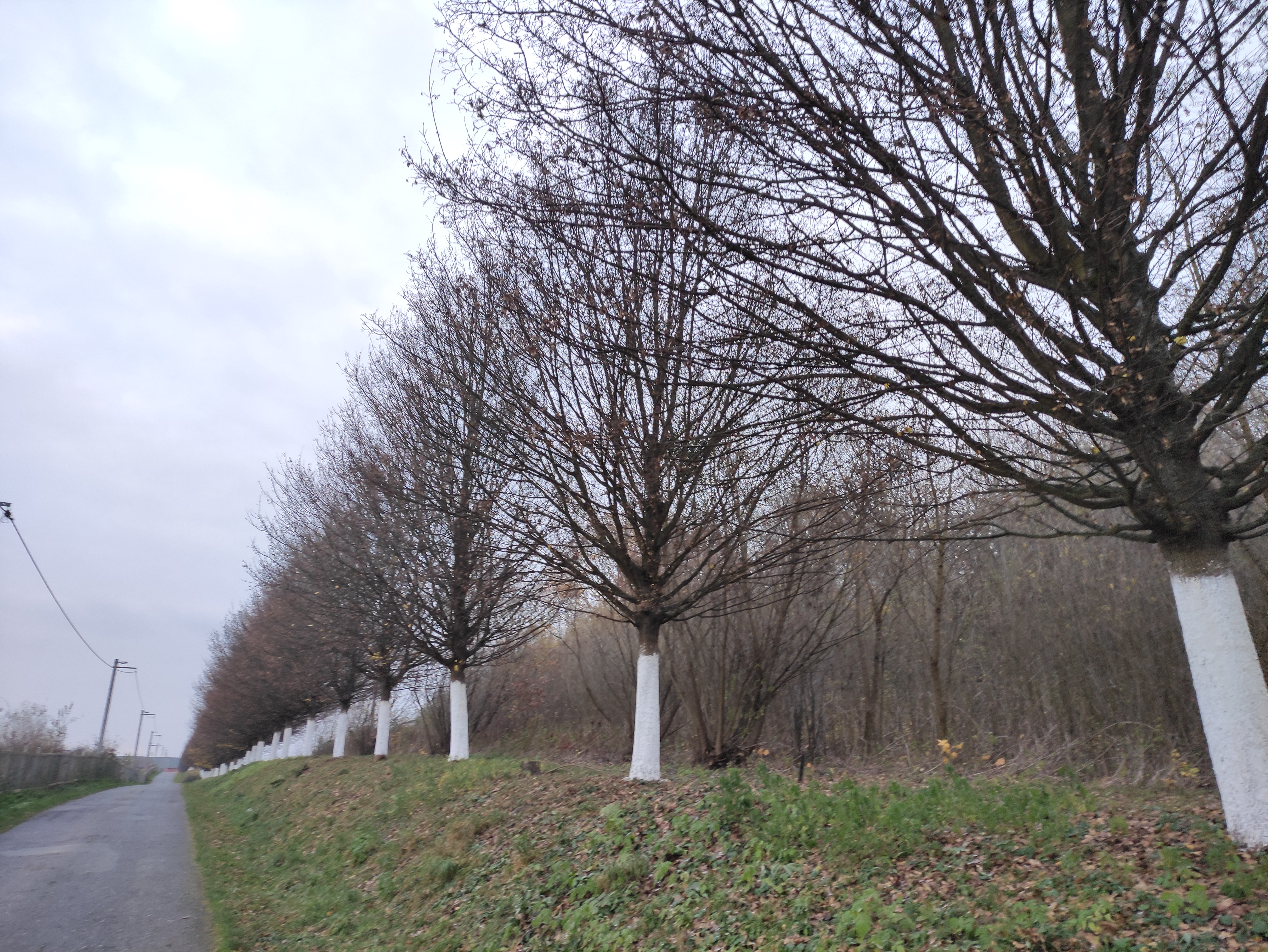
Cesta a lej ve směru od řeky